# Minería en la Nueva España

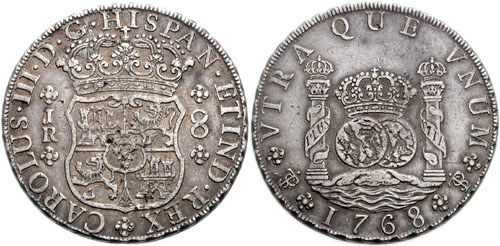
Real de a ocho (1768) acuñado en San Luis Potosí (actual México)

La minería en la Nueva España fue la actividad económica que más riqueza generó en el Virreinato de Nueva España desde el siglo XVI hasta las guerras de independencia hispanoamericanas de principios del siglo xix. Su pujanza situó a la economía novohispana como la más dinámica del imperio español.
Supuso el desarrollo pionero del método de patios (inventado por Álvaro Alonso Barba en 1554) y del uso del método de los cazos a una escala nunca antes conocida.
El principal producto minero en Nueva España fue la plata del actual México, que rivalizaba con la de la Villa Imperial de Potosí (1560) en el Virreinato de Perú. En Nueva España también se obtenía, en mucha menor medida y de manera intermitente, oro de los ríos a lo ancho del territorio que abarcaba desde Filipinas a Cuba. La concesión de una explotación minera estaba sujeta al pago impuesto del quinto real y al pago de otros tributos por la fundición y comercio como el almojarifazgo o la alcábala. Las cantidades extraídas sólo en México a lo largo de más de doscientos cincuenta años son modestas comparadas con las actuales, sin embargo, fueron de máxima importancia para la economía mundial de su época, causando sucesivas quiebras de deuda pública en España y la revolución de los precios en el resto de países europeos.
De su importancia económica y social son testimonio los centros históricos Patrimonio de la Humanidad de Guanajuato o Zacatecas, así como otras ciudades monumentales, caminos e infraestructura minera y metalúrgica. Existen regiones de relevancia histórica por la actividad minera como los Pueblos Mineros del Centro y Sur de Honduras. El patrimonio relacionado directamente con la minería entre los siglos XVI y XIX también se ha puesto en valor como en el caso de la mina de la Valenciana (Guanajuato, México). 
Algunas de las minas cuya explotación se inició en época del imperio español continúan en funcionamiento en la actualidad, como el caso de la Rosario Mining Company en Honduras, la Mina Proñao en México o la mina de Pueblo Viejo en República Dominicana. 

## Historia

### Oro en La Española, República Dominicana
Los inicios de la minería novohispana se encuentran en los yacimientos auríferos de la actual República Dominicana como la mina de Pueblo Viejo. El imperio español explotó las minas señaladas por los taínos con procesos y técnicas propias de la Europa del siglo XVI. De principios a mediados del siglo XVI se estima una producción de 500.000 pesos de oro, siendo estas cifras superiores a las de Castilla del Oro o los actuales Puerto Rico y Cuba. La producción de oro sustentaba las peticiones de mano de obra esclava negra, que también se empleaba en los ingenios azucareros. A finales del siglo XVII los informes de Juan Nieto Valcárcel respaldaron las inversiones para proseguir con la minería del oro en la actual República Dominicana.

### Oro en San Juan Bautista, Puerto Rico
En el siglo XVI, la explotación del oro en San Germán (Puerto Rico) estuvo condicionada al acecho de los piratas de las naciones enemigas de España, con base en el oeste de La Española, cuya presencia limitaba las inversiones en obtención o fundición.

### Cobre y oro en Cuba
En Cuba se explotaron los reducidos depósitos auríferos de los ríos señalados por los taínos. La primera fundición de oro se estableció en Bayamo (1512), trasladada después a Santiago de Cuba. En 1534 se descubrió el yacimiento de cobre El Cobre (Santiago de Cuba) que se explotó hasta el primer tercio del siglo XVII. Estuvo inactivo hasta mediados del siglo XIX.

### Oro y plata en Honduras y Guatemala

#### Honduras
De 1542 data el hallazgo del oro aluvial del río Guayape en la gobernación de Veragua (actual Honduras). Su explotación estuvo precedida por la presencia de oro en la región de Tegucigalpa, que junto a Comayagua se constituyeron en las regiones mineras más relevantes de su época. Otras minas del siglo XVI fueron cerro de Guazucarán (1569) y en la zona de influencia de San Pedro Sula y el puerto de Trujillo. Durante el siglo XVI requirió de mano de obra esclava africana para su desarrollo. La minería de plata y oro entró en decadencia a principios del siglo XVII, época de la fundación de la institución pionera de la Alcaldía Mayor de Minas de la provincia de Honduras. Otros recursos mineros fueron el hierro de Agalteca.En 1731 se creó la ceca de Santiago de los Caballeros de Guatemala(Guatemala), cuarta casa de la moneda americana. 

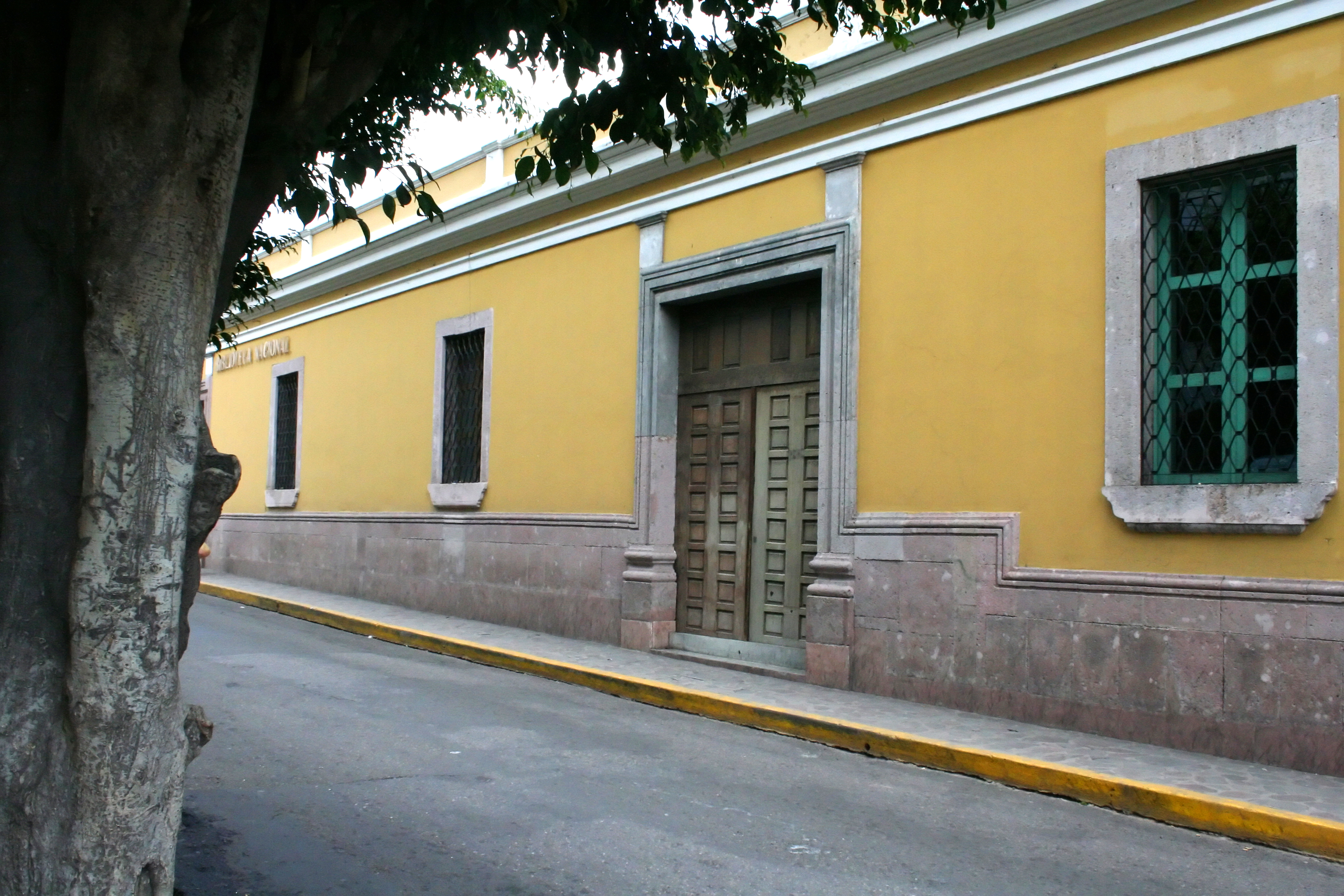
Casa Real de Rescates (1780) actual Biblioteca Nacional Juan Ramón Molina
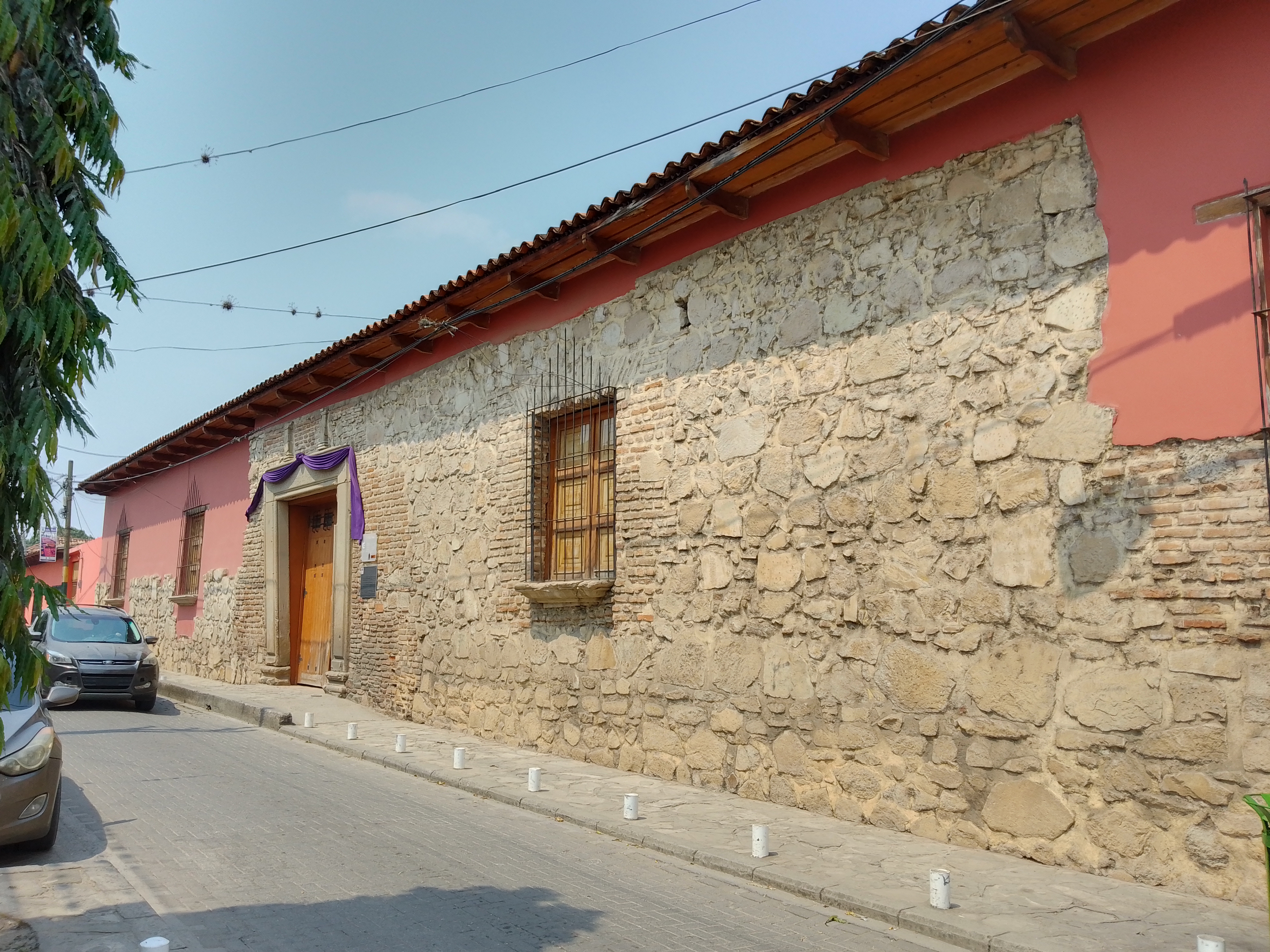
Caxa Real (1739) de Comayagua, restaurada en 2013

La minería se revitalizó con el descubrimiento de la mina de San Juacinto o Rosario (1779), que continúa en funcionamiento hasta la actualidad como una de las mayores minas de Centroamérica.Con el nombre de Pueblos Mineros del Centro y Sur de Honduras existe una candidatura para la consideración de Patrimonio de la Humanidad de la Unesco. Comprende las poblaciones mineras de Santa Lucía, Cedros, Ojojona-Guazucarán, San Antonio de Oriente, Tegucigalpa, Yuscarán y El Corpus.

#### Guatemala
La minería en la actual Guatemala en la Capitanía General de Guatemala, data de la explotación de los yacimientos de  Chiquimula y San Miguel. Las minas se localizaron en Huehuetenango, Concepción Las Minas y Zunil. La casa de la moneda de Guatemala (1731) fue la cuarta de América, por detrás de las de México, Potosí y Lima para acuñar la moneda procedente de la actual Honduras. Tras los terremotos de 1773 se trasladó a Nueva Guatemala de la Asunción.

### Plata en México
Las minas de plata del actual México sostuvieron las campañas de conquista del territorio del actual México por parte del imperio español. La producción de plata en México llegó a representar cuatro veces la del conjunto de minas situadas en Europa. Algunas de las principales zonas mineras fueron las de Zacatecas, Taxco de Alarcón, Sultepec, Tlalpujahua y Pachuca (1546) y Sombrerete (1552) y Mineral del Monte (1552), Fresnillo, Guanajuato (1548), San Luis Potosí (1592) y Durango. En torno a las minas se erigieron importantes poblaciones cuya prosperidad se basó en la actividad minera, avecindando a numerosos indígenas que crearon una población mestiza. Los distritos mineros se organizaron como Reales de Minas, como Real de Minas de las Vírgenes de Cosalá o el Real de Minas de Pánuco. La primera casa de la moneda americana data de 1571 y fue la de México, ubicada junto al palacio de los Virreyes.
Las explotaciones consistían en galerías y la extracción de la plata del mineral se realizaba mediante fundición. Las técnicas y hornos se fueron perfeccionando. Además, se introdujeron los avances de Vannoccio Biringuccio (1540) sobre la amalgama con mercurio. El benefició de patio fue descubierto por Bartolomé de Medina en 1554, y su principal consecuencia fue un incremento en la activación de la minería, pues el nuevo sistema requería de menos tiempo, menor mano de obra y reducía la cantidad de trabajadores necesarios para la obra. Sin embargo, la obra de Medina requería un mayor costo económico (el sistema estaba formado por sal, pirita de hierro, cobre y mercurio porque fue la más importante de toda la Nueva España ) pero el costo fue paliado rápidamente y la minería siguió su crecimiento.

Circulación del real de a ocho
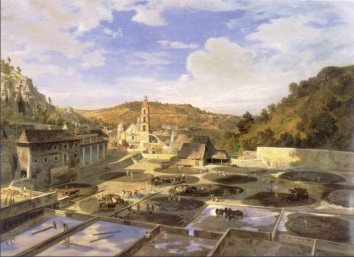
Patio de la Hacienda de Regla, cuadro de la instalación minero-metalúrgica de Pedro Romero de Terreros. Museo Soumaya
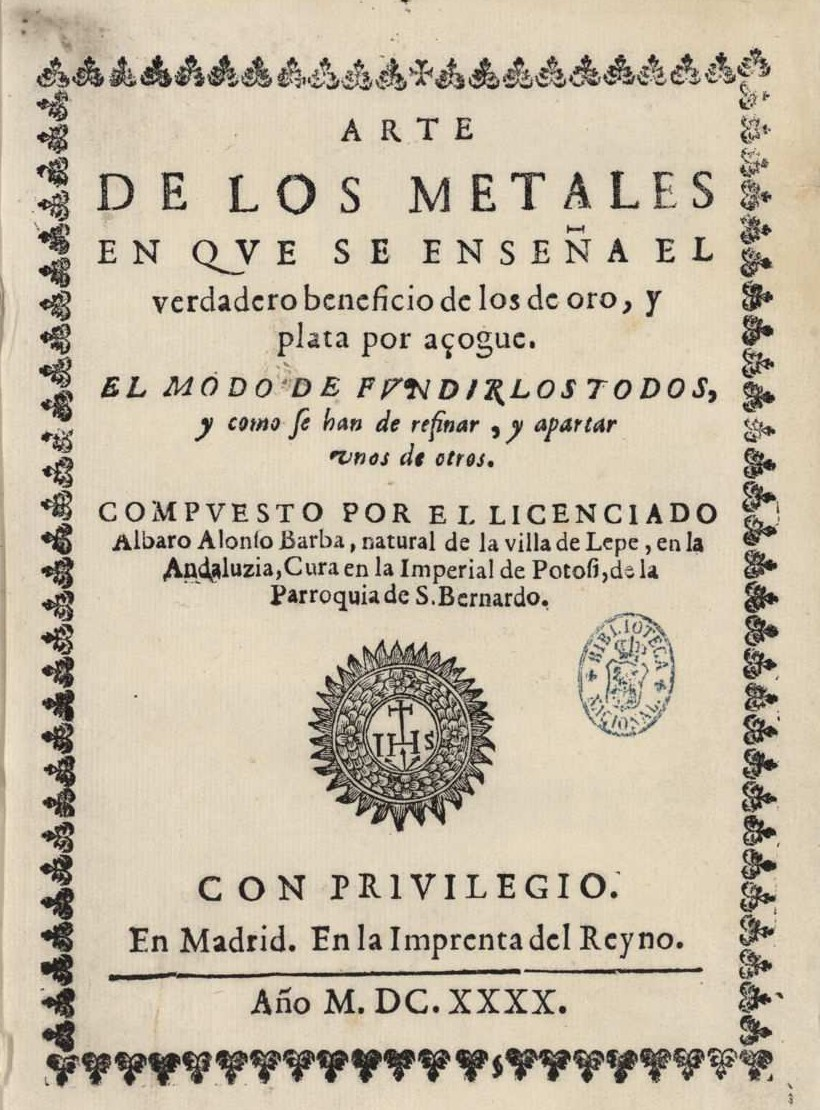
Tratado Arte de los Metales (1640) de Álvaro Alonso Barba
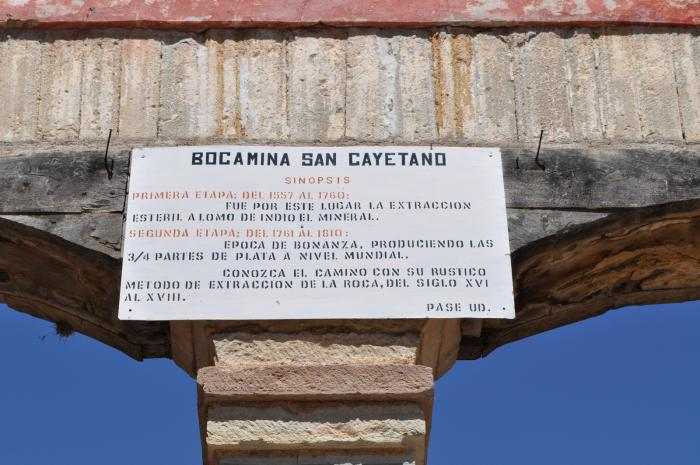
Mina de la Valenciana

La minería novohispana enfrentó varios problemas, tales como:
- Escasa mano de obra al verse reducida la población indígena (principal trabajadora de las minas), durante las epidemias del siglo XVI en el cual se da una gran cantidad de muertes. Este inconveniente fue solucionado con la importación de mano de obra esclava negra.
- El mercurio o azogue era transportado desde Almadén (Ciudad Real, España) al virreinato en los convoyes de la Carrera de Indias. La importación de mercurio desde fuera del imperio español fue prohibida y castigada con la pena capital a partir de 1589, por decreto de Felipe II. El motivo fueron los intentos ingleses de comerciar en el imperio español. El monopolio comercial dio lugar a los intentos de contrabando como los de Henry Morgan.

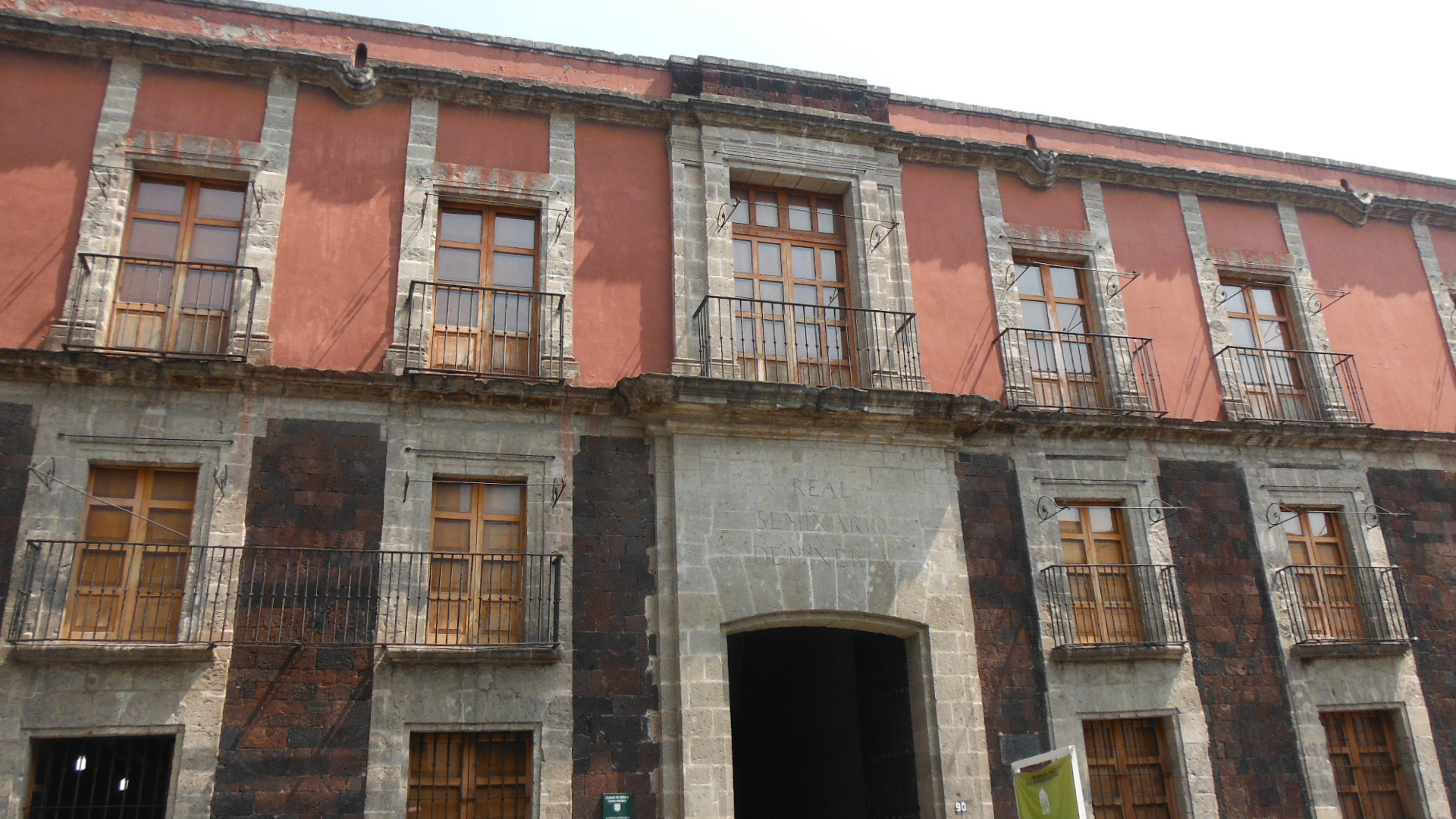
Real Seminario de Minería de Nueva España, Ciudad deMéxico (1792)

- Real Seminario de Minería de Nueva España, Ciudad deMéxico (1792)La dureza del trabajo en las minas provocaba enfermedades como artritis reumatoide en los mineros, lo que muchas veces ocasionó su muerte o cese en el trabajo. Los estímulos brindados solían ser paupérrimos y los trabajadores muchas veces ocasionaron revueltas en contra de los patrones.[13]

La época dorada de las minas se alcanzó en el siglo XVII, y su mejor representante fue la mina de la Valenciana, ubicada en Guanajuato y propiedad de Antonio de Obregón, conde de la Valenciana. En el plazo de 1788 al 1808, la mina produjo 30 millones de pesos, cantidad superior al producto interno bruto del Virreinato del Perú. Otra mina reseñable fue la de Alvarado en Zacatecas.  Solo de esta mina se extrajeron más de 800 millones de dólares durante 1548 y 1867, según los registros que se han conservado.
Hasta el siglo XVI los aztecas también habían desarrollado la minería, con medios humanos y técnicas limitadas.

En 1729, al celebrarse la boda de Fernando de Borbón y Saboya, príncipe de Asturias, con Bárbara de Braganza, en Badajoz, Extremadura, los presentes otorgados fueron de plata novohispana.Además, la orfebrería mexicana gozó de gran prestigio en el mundo entero.

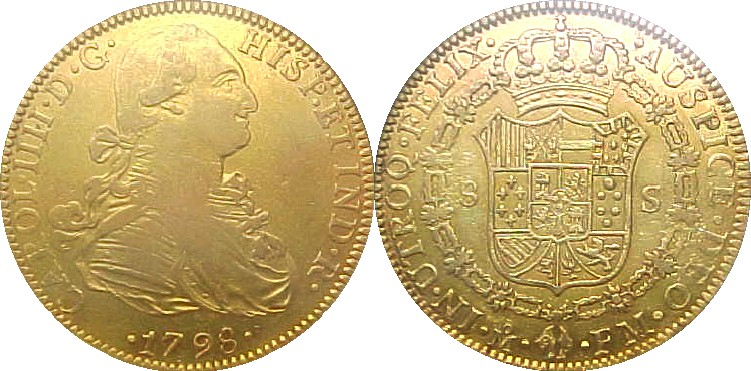
La moneda de oro fue establecida en 1772 y representó un avance en la economía del virreinato, Bucareli logró aumentar el PIB ese año en un 50%, lo que significó un mayor uso de los recursos del país en obras públicas, más el 10% de la ganancia fue enviada a España.

El auge del oro como material minero principal ocasionó que Antonio María de Bucareli y Ursúa, virrey de Nueva España, decretase en 1772 un edicto por el que se instituía la moneda de oro como circulante oficial del Virreinato de Nueva España, medida que contaba con la anuencia del rey de España y del conde de Aranda, primer ministro. Testimonio de la profesionalización de este sector son el Real Tribunal de Minería de Nueva España (1777) o el Real Seminario de Minería de Nueva España (1792). 
Tras la independencia de México cayó a mediados del siglo XIX, al surgir la industria, caer las minas a causa de las guerras, y devaluarse la moneda de oro en 1882.

### Oro y comercio de plata con China en Filipinas
A mediados del siglo xvii se explotaron los yacimientos auríferos de Paracale (Filipinas). Sin embargo, el sustento de Filipinas en época novohispana se debe al suministro de plata desde México a través del Galeón de Manila y el comercio de plata con China.

### Cobre en Estados Unidos
La explotación del cobre de la mina de Santa Rita del Cobre, en Santa Fe de Nuevo México (actual estado de Nuevo México) data de principios del siglo XIX.

## Efectos sociodemográficos y económicos de la minería

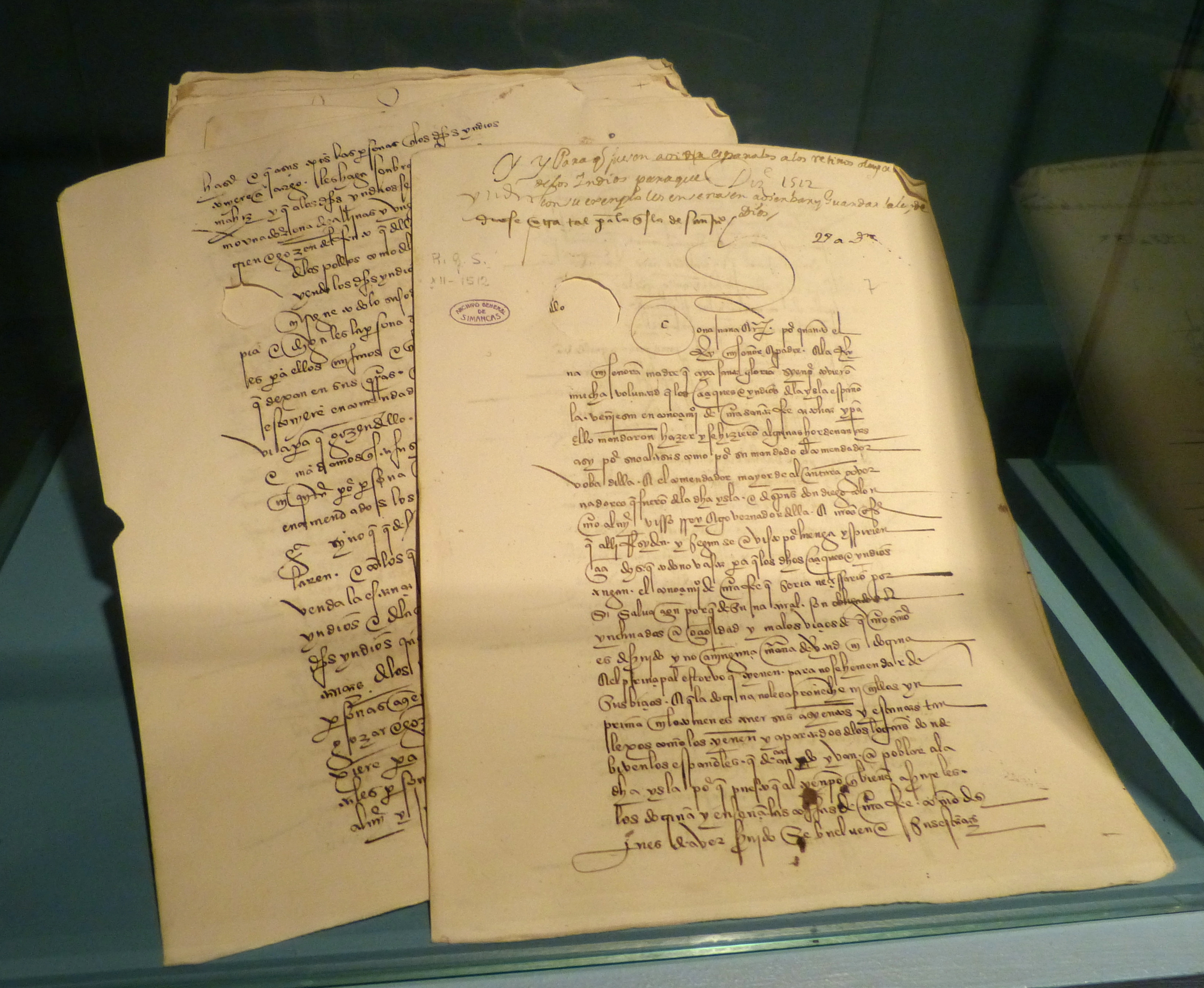
Réplica de las Leyes de Burgos. Casa Museo de Colón.

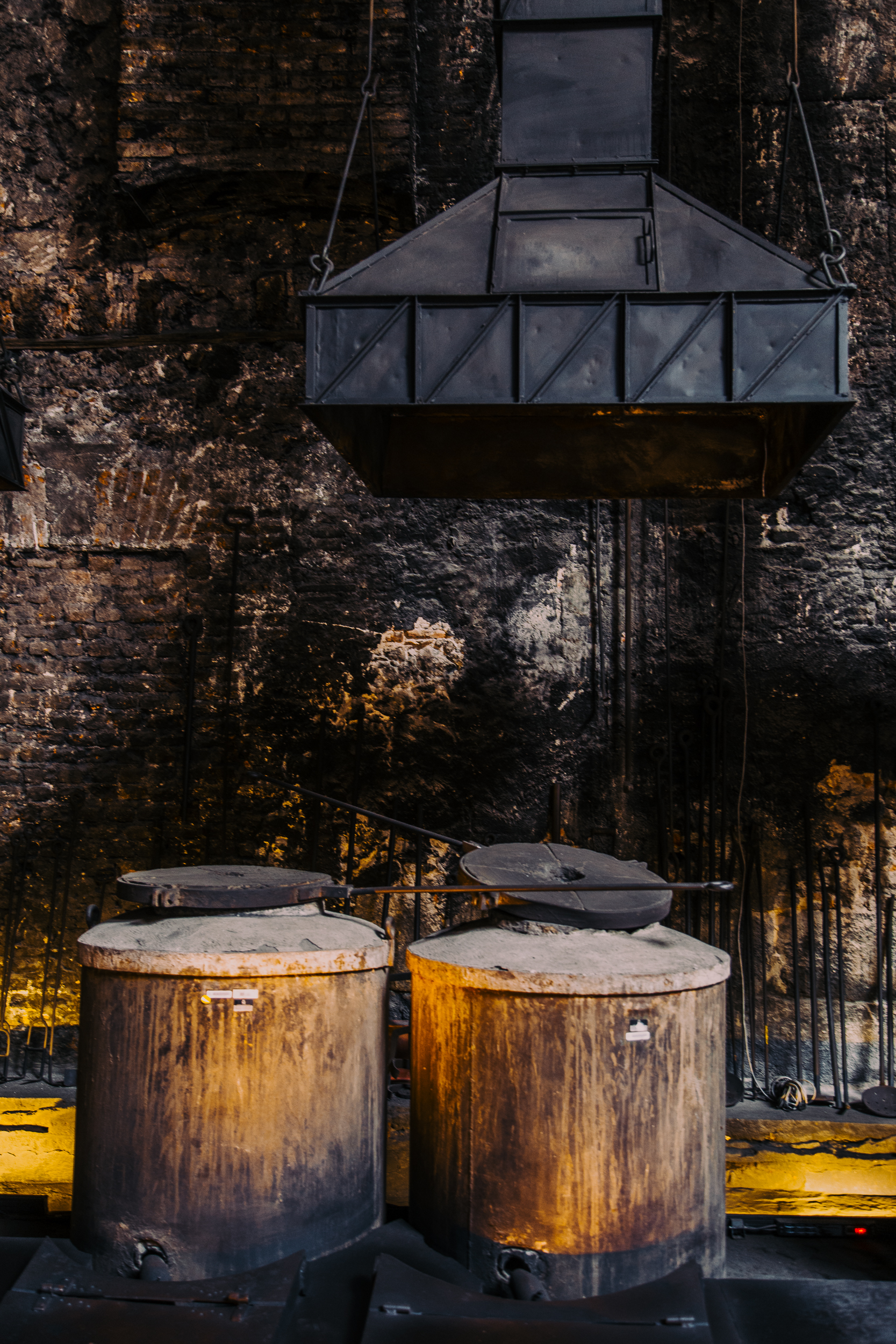
Hornos del salón de fundición. Museo Numismático Nacional

La minería, como actividad económica principal, generó un contexto nuevo en la del virreinato. El oro y la plata se consolidaron como productos de exportación, sirvió de enlace entre la España peninsular y la España americana, además de unir la economía mundial hacia el océano Pacífico y el Oriente alimentando la ruta hacía la Capitanía General de Filipinas (actual Filipinas) del Galeón de Manila que conectaba con la China de la Dinastía Ming y su subsiguiente Dinastía Qing.  
La minería dio lugar a una exhaustiva legislación en torno a su explotación y las condiciones de los mineros. Los indios empleados en las minas se regían por las Leyes de Burgos (1512) y demás fuentes del derecho indiano que regulaban, entre otros, que en los pueblos mineros se pudiera oír misa y la limitación del trabajo de las embarazadas. La baja densidad de población, las condiciones de salubridad y de seguridad en el trabajo de la época supusieron la demanda de mano de obra esclava africana a través de la concesión del Asiento de Negros. 
La circulación de la plata novohispana (y de Potosí) en Europa produjo el largo periodo de inflación de ciento cincuenta años de la revolución de los precios teorizado por Martín de Azpilcueta. Además, debido en parte a la inflación, durante los reinados de Felipe II y Felipe III, la monarquía hispánica incurrió en quiebras de su deuda pública o juros. 

## Minería de Pachuca y Real del Monte

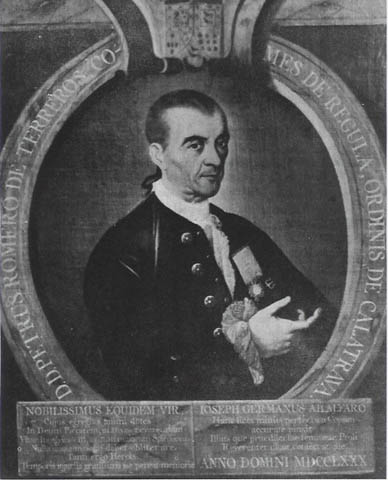
Conde Pedro Romero de Terreros.

El descubrimiento de las minas fue realizado hasta el año de 1553 por Alonso Rodríguez de Salgado, Mayoral de una estancia de ganado menor. A partir de este momento, el aspecto de la población se fue transformando notablemente, pues empezaron a llegar decenas de operarios para emplearse en las diversas labores mineras. El desarrollo minero de Pachuca dio comienzo a raíz de 1552, cuando Bartolomé de Medina inventó el sistema de amalgamación para el beneficio de los minerales, fue desarrollado en la hacienda de Purísima Grande. 
Este proceso permitía beneficiar de un modo económico los minerales de plata; era necesario mezclar el mineral pulverizado con agua, sal, mercurio, y otros compuestos. Se extendían las "tortas" en patios muy grandes, donde se debían incorporar los reactivos; "Dar los repasos", es decir, mezclar con ayuda de animales y cuidar que las reacciones se efectuaran adecuadamente a fin de que la plata formara amalgama con el mercurio. Después de varias semanas se lavaba la torta para retirar los materiales indeseables y la mencionada amalgama se pasaba a un horno especial donde, con mucho cuidado, se volatizaba el mercurio y que daba la plata en forma esponjosa, y finalmente se fundía para obtener las barras del blanco metal. Este proceso se le conocía también como beneficio de patio.

 
En el siglo XVIII, la visión del Pedro Romero de Terreros, hizo resurgir el mineral de Real del Monte, al encontrar nuevas y ricas vetas que dieron a Pachuca un auge extraordinario. A partir de este momento, el aspecto de la población se transforma notablemente, pues empezaron a llegar decenas de operarios para emplearse en los diversos laboríos mineros, así la relación de tasaciones señala que para 1560, es decir 8 años después del descubrimiento, la población ascendía a 2,200 habitantes, lo que significaba un incremento de casi el 300% con relación a la de 1550.

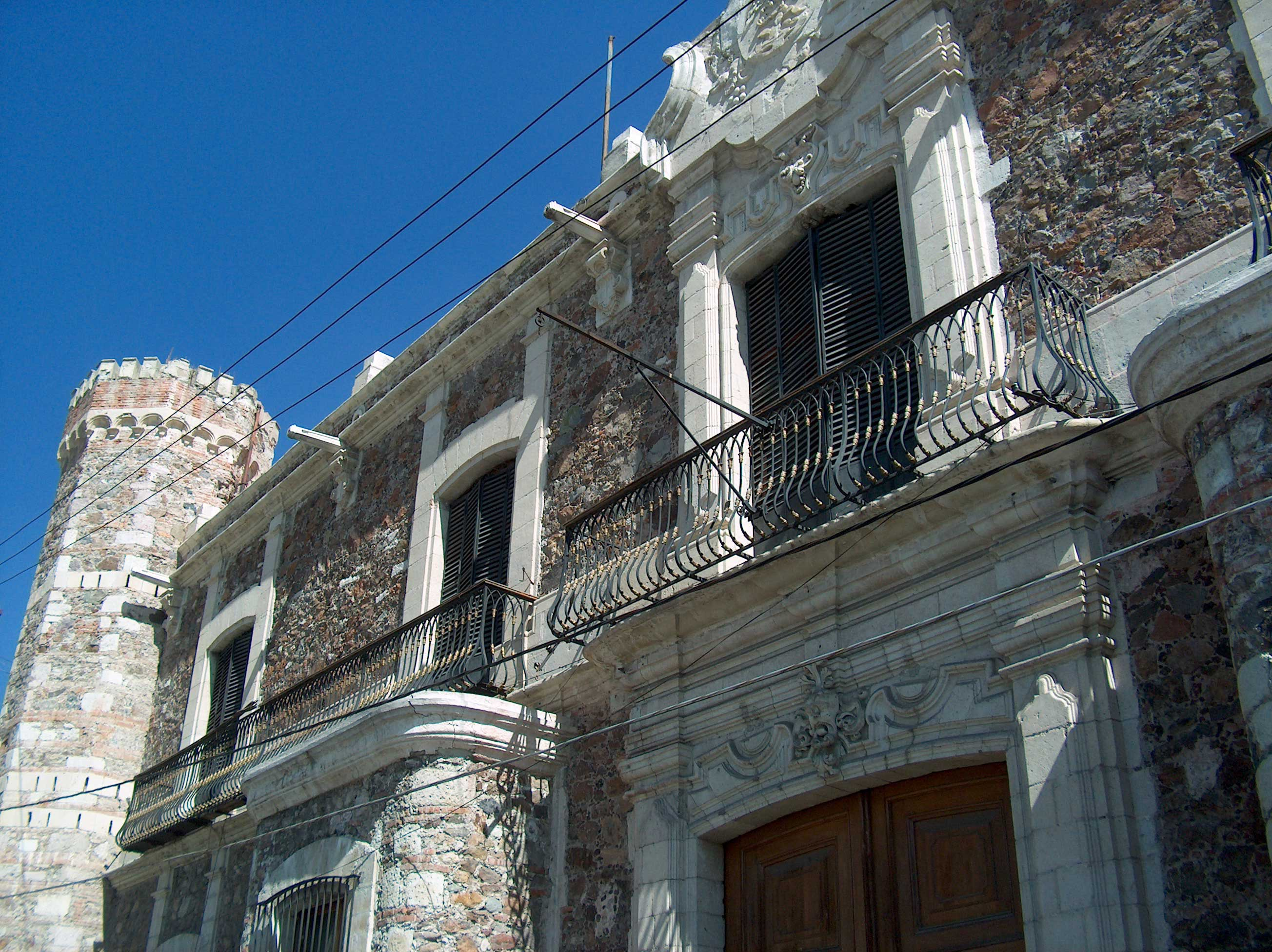
Edificio de Cajas Reales.

En 1766 pretendió suprimir el partido, forma de pago que se había hecho costumbre entre los mineros. El partido consistía en que el último costal de mineral que se subía el trabajador de la jornada lo dividía entre el y el dueño de la mina. Los mineros se protestaron por esto, que incluyó la presentación de un pliego de peticiones y el paro de labores y, al no tener solución favorable, se desató la violencia. La turba atacó y mató al alcalde mayor de Pachuca. Fue necesaria la intervención de las autoridades virreinales para resolver el conflicto. 
Es en esta época del auge en la minería en que salían grandes cantidades de oro y plata para España y se dice en los libros de la época que si los lingotes de metales preciosos no llevaban el sello de Real del Monte y Pachuca, no querían recibir la plata, porque ese sello era garantía de la pureza del metal extraído en esta ciudad.